# Danîlivka, Ostroh
Danîlivka (în ucraineană Данилівка) este un sat în comuna Kuteanka din raionul Ostroh, regiunea Rivne, Ucraina.

## Demografie
Componența lingvistică a localității Danîlivka
     Ucraineană (100%)
Conform recensământului din 2001, toată populația localității Danîlivka era vorbitoare de ucraineană (100%).